# Eurogenerics
Eurogenerics (EG®) is een farmaceutisch bedrijf in België. Het is er de grootste producent van generieke (Vlaams: generische) geneesmiddelen.

## Geschiedenis
De onderneming werd in 1979 opgericht door drie Belgische zakenmannen. In 1983 werd Eurogenerics opgenomen in de groep Christiaens Pharma, hoewel de onderneming binnen deze groep volledig autonoom bleef. In februari 1987 presenteerde Eurogenerics haar eerste generieke geneesmiddel: Dipyridamole EG. In 1991 werd het bedrijf overgenomen door de Duitse farmaceutische groep Stada Arzneimittel. De naam van het bedrijf en de merknaam bleven desalniettemin behouden.
In 2006 telde het bedrijf 115 werknemers en produceerde het 90% van haar generieke geneesmiddelen in België. 